# Gliese 163
Gliese 163 – gwiazda w gwiazdozbiorze Złotej Ryby. Znajduje się w odległości około 49 lat świetlnych od Słońca. Ma układ planetarny.

## Charakterystyka
Jest to czerwony karzeł, gwiazda ciągu głównego o typie widmowym M3,5. Ma temperaturę ocenianą na około 3500 K i masę 40% masy Słońca, a jej jasność to ok. 2% jasności Słońca.

## Układ planetarny
W 2013 roku ogłoszono odkrycie trzech planet okrążających tę gwiazdę (Gliese 163 b, c i d). Autorzy publikacji wykryli sygnały zmian prędkości radialnej gwiazdy powodowane przez te planety, oraz słabsze sygnały, co do których natury nie byli pewni. Druga planeta od gwiazdy, Gliese 163 c, to superziemia krążąca w ekosferze gwiazdy. Ta planeta otrzymuje od gwiazdy strumień promieniowania równy 1,41 docierającego do Ziemi i ma współczynnik podobieństwa do Ziemi równy 0,67. Późniejsza praca wskazuje, że w układzie mogą znajdować się jeszcze dwie planety.
| Towarzysz | Masa [ M🜨 ]  | Okres orbitalny [ d ] | Półoś wielka [ au ] | Ekscentryczność |
| b         | 9,9 ± 2,3    | 8,6312 +0,023−0,021   | 0,060 +0,005−0,006  | 0,02 +0,12−0,02 |
| c         | 7,6 +2,9−2,3 | 25,637 ± 0,042        | 0,124 +0,010−0,013  | 0,03 +0,18−0,03 |
| f?        | 6,8 ± 4,4    | 109,5 +1,6−1,4        | 0,326 +0,027−0,034  | 0,04 +0,23−0,04 |
| e?        | 7,5 +2,7−2,3 | 349 +12−10            | 0,700 ± 0,066       | 0,03 +0,25−0,03 |
| d         | 20,2 ± 7,6   | 604 +29−24            | 1,021 +0,088−0,118  | 0,02 +0,22−0,02 |